# Synagoge Minden

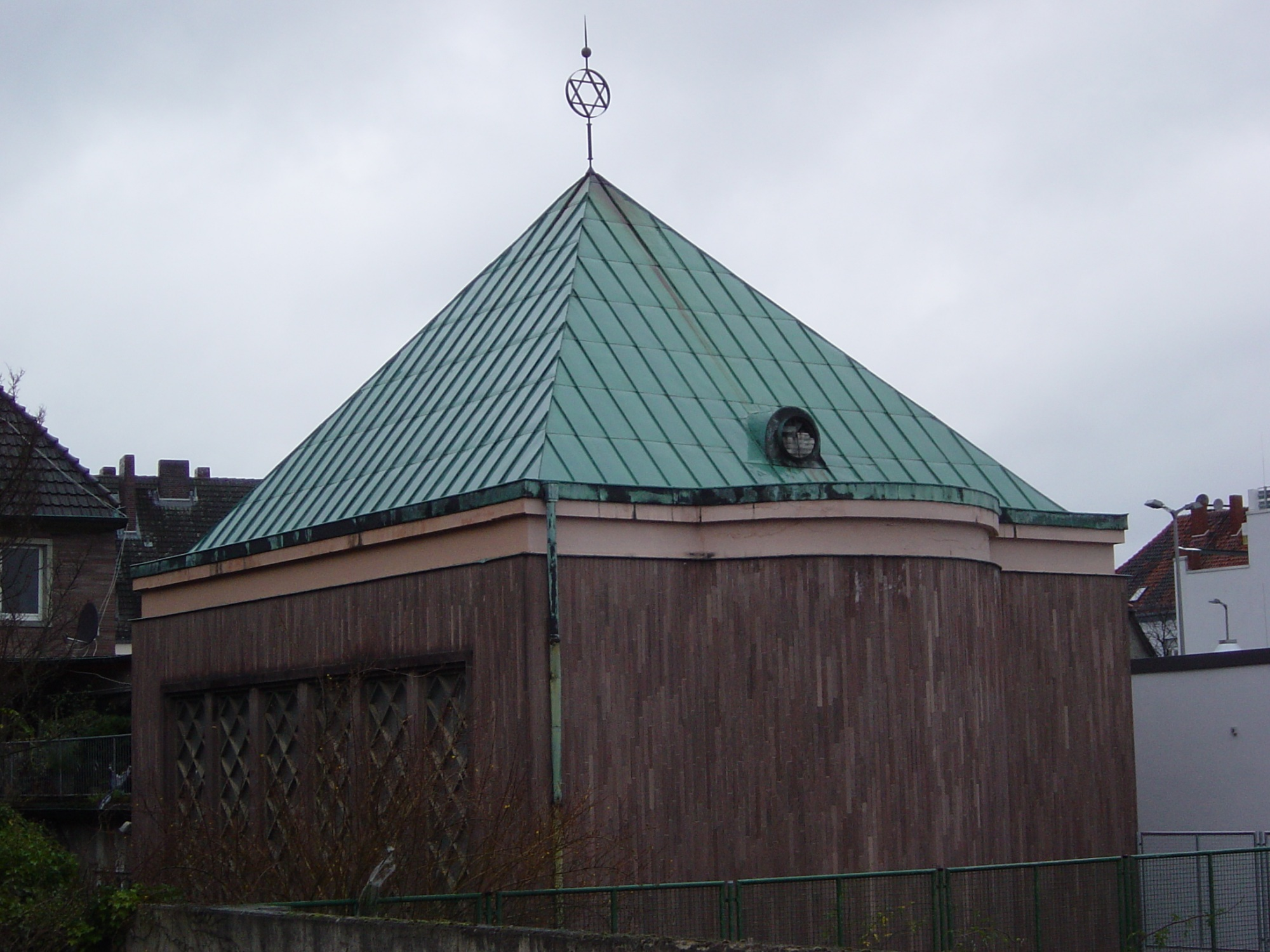
Synagoge Minden

Die Synagoge Minden ist ein jüdisches Versammlungs- und Gotteshaus für Gebet, Schriftstudium und Unterweisung und Sitz der heutigen Jüdischen Kultusgemeinde Minden und Umgebung. Die Synagoge liegt in der oberen Altstadt der ostwestfälischen Stadt Minden.

## Geschichte
Die heutige Synagoge wurde 1958 neben dem Grundstück der während der Novemberpogrome 1938 zerstörten ehemaligen Synagoge in einer Einheit aus Gemeindehaus, Verbindungstrakt und anschließendem Synagogenbau durch den Architekten Karl Gerle aus Recklinghausen erbaut. Damit war Minden eine der ersten Städte in Deutschland, in denen nach dem Zweiten Weltkrieg wieder eine Synagoge eingeweiht wurde. Die alte, in der Reichspogromnacht zerstörte und nicht wieder aufgebaute Synagoge wurde am 24. März 1865 eingeweiht. Die Abbruchkosten der durch den Brand am 10. November 1938 zerstörten Ruine musste die jüdische Gemeinde übernehmen. Der Abriss der Ruine fand unter den Augen der deutschen Bevölkerung und unter der politischen Führung der Nationalsozialisten statt.

## Architektur
Für den Neubau musste das gesamte Inventar neu beschafft werden: Torarolle, Toraschrein, Toraschmuck, silberner Kidduschbecher, silberner Hawdalabecher, der Sabbatleuchter, die Chanukkia und vieles weitere. Der Eingangsbereich des Gebäudes ist als Gedenkraum gestaltet, der an die Verfolgung in der Zeit des Nationalsozialismus erinnert.